# Boeing Model 15
Boeing Model 15 là một loại máy bay tiêm kích hai tầng cánh buồng lái mở của Hoa Kỳ trong thập niên 1920, do hãng Boeing chế tạo. Model 15 hoạt động trong Cục không quân Quân đội Hoa Kỳ (seri PW-9) và trong Hải quân Hoa Kỳ như một máy bay tiêm kích hoạt động trên tàu sân bay (seri FB).

## Thiết kế và phát triển
Thiết kế của Model 15 dựa trên những nghiên cứu về Fokker D.VII, 142 chiếc Fokker D.VII đã được mua về Mỹ để đánh giá, đây là một phần trong Thỏa thuận Đình chiến kết thúc Chiến tranh Thế giới I. Boeing chế tạo Model 15 năm 1923, để cạnh tranh với Curtiss Model 33 trong hợp đồng cung cấp máy bay thay thế cho Thomas-Morse MB-3A thuộc biên chế của Cục không quân Quân đội Hoa Kỳ, nguyên mẫu đầu tiên bay ngày 2 tháng 6 năm 1923. Model 15 có thân dạng ống thép, trong khi các cánh được làm bằng gỗ. Động cơ là một chiếc Curtiss D-12, làm lạnh bằng chất lỏng công suất 435 hp, động cơ làm lạnh bằng một bộ tản nhiệt đặt ở "tunnel" dưới động cơ.
Cuói cùng cả hai mẫu đều được chấp nhận, với máy bay Curtiss có tên gọi là PW-8 và Model 15 có tên gọi là PW-9. (Tên gọi "PW" để chỉ "Pursuit, Water-cooled engine" - 'động cơ được làm nguội bằng nước'). Cục không quân ưu tiên PW-9, nó có hiệu suất tốt hơn PW-8 trên mọi mặt trừ vận tốc, và được chế tạo trên một thiết kế có cấu trúc khỏe và đơn giản, người ta đã đặt chế tạo 113 máy bay (chỉ có 25 chiếc PW-8 được chế tạo). MỘt phiên bản hải quân cũng được phát triển có tên gọi là FB, và 42 chiếc đã được chế tạo.

## Lịch sử hoạt động
Đợt giao hàng 25 chiếc PW-9 đầu tiên bắt đầu vào tháng 10 năm 1925. Boeing giao tổng cộng 113 chiếc PW-9 thuộc mọi phiên bản bao gồm cả các nguyên mẫu cho Không quân Lục quân Hoa Kỳ từ năm 1925 đến tháng 2 năm 1931. Hầu như mọi chiếc PW-9 đều phục vụ trong các đơn vị tại nước ngoài: tại Hawaii trong Nhóm hỗn hợp số 5 tại Luke Field và sau này là Nhóm tiêm kích số 18 tại Wheeler Field, và tại Philippines trong Nhóm hỗn hợp số 4 tại Clark FieldLuzon. PW-9 còn được trang bị trong các phi đội tiêm kích số 3, 6, 19 từ năm 1925 đến năm 1931.
Hải quân đã đặt mua 10 chiếc có tên gọi FB-1 vào tháng 12 năm 1924, nó không được sửa đổi để hoạt động phù hợp với hải quân (ví dụ không có móc hãm), và được chuyển cho các phi đội của Thủy quân lục chiến Hoa Kỳ là VF-1M, VF-2M, và VF-3M, được triển khai đến Trung Quốc để hỗ trợ Lực lượng Viễn chinh Thủy quân Lục chiến. Hai máy bay bổ sung, có tên gọi FB-2, được sửa đổi để hoạt động trên tàu sân bay USS Langley (CV-1), nó được thêm vào số hãm và một trục xe cho bộ phận hạ cánh. Những máy bay này đi vào hoạt động trong phi đội VF-2 tháng 12 năm 1925. Nói chung những kết quả thỏa mãn đã dẫn tới một đơn đặt hàng cho 27 chiếc FB-5 khác, đây là những máy bay tiêm kích đầu tiên của Hải quân Mỹ được mong đợi chuyên hoạt động trên tàu sân bay. Chúng được nâng cấp với động cơ 525 hp Packard 2A-1500, và có một móc ở dưới trục xe, sử dụng để hướng máy bay quan những dây cáp trên sàn tàu. FB-5 bay lần đầu vào 7 tháng 10 năm 1926 và được giao cho hải quân bắt đầu vào tháng 1 năm sau, được chở trên những xà lan trong Puget Sound từ nhà máy của Boeing đến Langley trong cảng Seattle. Sau đó được cẩu lên tàu sân bay.

## Các phiên bản

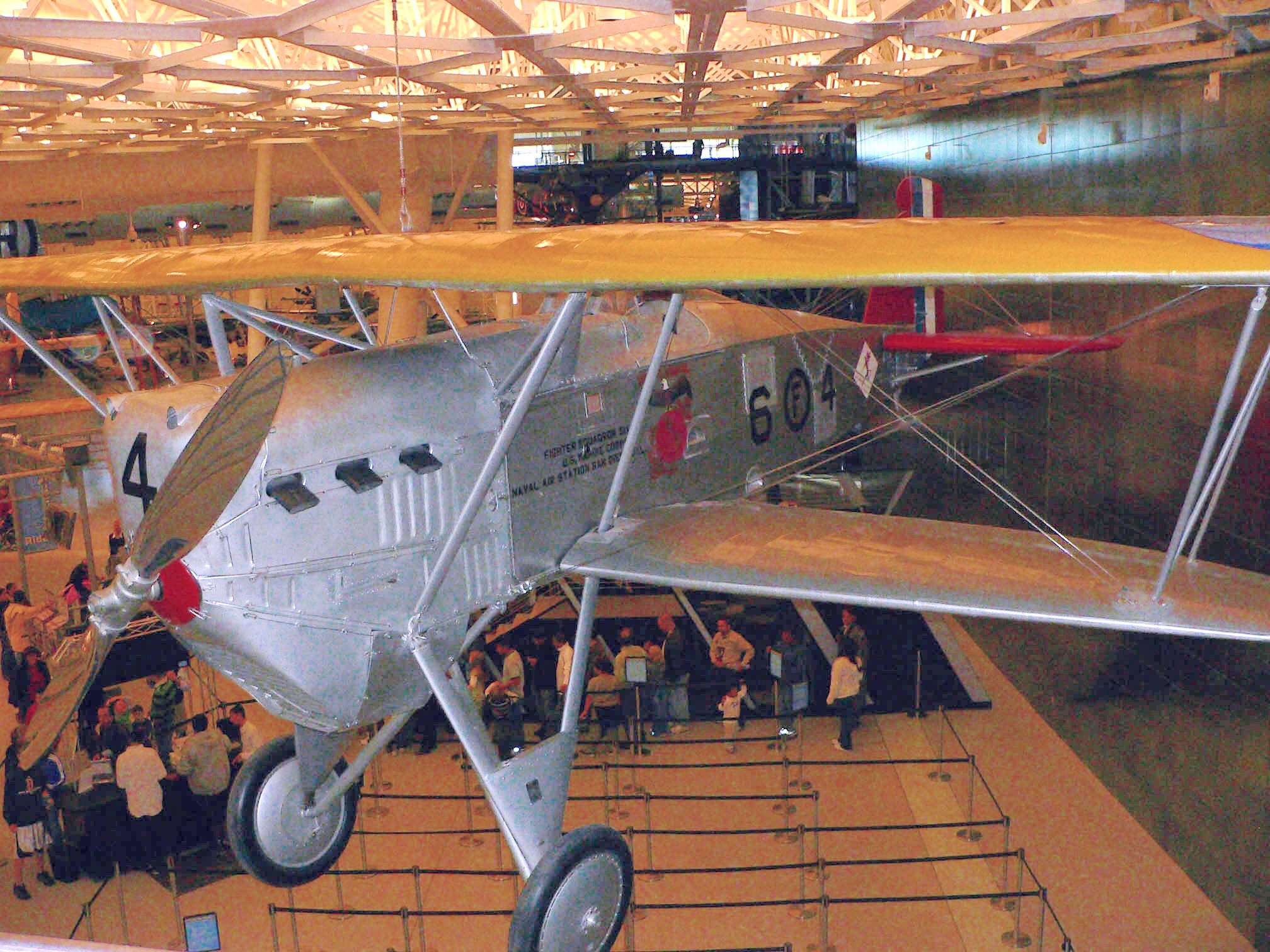
Một chiếc Boeing FB-5 bảo quản tại Trung tâm Steven F. Udvar-Hazy

XPW-9
3 nguyên mẫu chế tạo cho Cục không quân đánh giá.
PW-9
30 chiếc sản xuất 1925-26, phiên bản đầu tiên được sản xuất, động cơ D-12.
PW-9A
24 chiếc sản xuất 1926-27, động cơ D-12C.
PW-9B
PW-9A sửa đổi, giao với tên gọi PW-9B năm 1927.
PW-9C
40 chiếc sản xuất 1927-28, động cơ D-12D.
PW-9D
16 chiếc sản xuất 1928-34, phiên bản cuối cùng được sản xuất.
XP-4
Tên gọi của một chiếc PW-9 (số phục vụ 25-324) có động cơ mới 510 hp Packard 1A-1500. Boeing Model 58.
AT-3
Tên gọi của một chiếc PW-9A (số phục vụ 26-374) chuyển đỏi thành huấn luyện một chỗ với động cơ Wright-Hispano.
FB-1
10 chiếc được chế tạo, ban đầu giao cho Hải quân, chỉ hoạt động tại căn cứ ven biển.
FB-2
2 chiếc FB-1 sửa đổi để hoạt động trên tàu sân bay, động cơ Packard 1A. Boeing đặt cho tên là Model 53.
FB-3
3 chiếc chế tạo để đánh giá động cơ Packard 1A, kiểu có phao hoạt động trên mặt nước.Boeing Model 55.
FB-4
1 chiếc được chế tạo để thử nghiệm động cơ 450 hp Wright P-1. Boeing đặt cho tên gọi Model 54.
FB-5
27 chiếc được chế tạo, phiên bản sản xuất. Động cơ 520 hp (388 kW) Packard 2A-1500. Boeing Model 67.
FB-6
chiếc được chế tạo để thử nghiệm động cơ 450 hp Pratt & Whitney R-1340-B Wasp.
FB-7
Phiên bản đề xuất, trang bị động cơ Pratt & Whitney Wasp, không chế tạo.

## Quốc gia sử dụng
United States
- Quân đoàn Không lực Lục quân Hoa Kỳ
- Hải quân Hoa Kỳ
- Thủy quân lục chiến Hoa Kỳ

## Thông số kỹ thuật (PW-9)
Dữ liệu Boeing Aircraft since 1916 

### Đặc điểm riêng
- Phi đoàn: 1
- Chiều dài: 23 ft 5 in (7.1 m)
- Sải cánh: 32 ft 0 in (9.7 m)
- Chiều cao: 8 ft 2 in (2.40 m)
- Diện tích cánh: 260 ft² (24.1 m²)
- Trọng lượng rỗng: 1.936 lb (878 kg)
- Trọng lượng cất cánh: 3.120 lb (1.414 kg)
- Trọng lượng cất cánh tối đa: n/a
- Động cơ: 1× Curtiss D-12, 435 hp (315 kW)

### Hiệu suất bay
- Vận tốc cực đại: 159 mph (257 km/h, 138 knots)
- Vận tốc hành trình: 142 mph
- Tầm bay: 390 mi (628 km, 339 NM)
- Trần bay: 18.925 ft (5.768 m)
- Vận tốc lên cao: 1.630 ft/min (8.27 m/s)
- Lực nâng của cánh: 12.0 lb/ft² (58.7 kg/m²)
- Lực đẩy/trọng lượng: 0.14 hp/lb (0.22 kW/kg)

### Vũ khí
- 2x súng máy 7.62 mm, một quả bom 244-lb

## Nội dung liên quan

### Máy bay có cùng sự phát triển
- Boeing XP-8
- Boeing F2B

### Máy bay có tính năng tương đương
- Curtiss P-1
- Fokker PW-7